# Saqqawistes
Les Saqqawistes (Pashto :سقاویان Dari سقاوی‌ها, Saqāwīhā) constituent un mouvement politique et un groupe armé en Afghanistan, actif de 1924 à 1931. Conservateur, islamiste et nationaliste tadjik, le groupe est dirigé par Habibullāh Kalakāni. En janvier 1929, ils réussissent à prendre de contrôle de la capitale du Royaume d'Afghanistan, Kaboul, rétablissant l'Émirat d'Afghanistan.
À la suite des revers militaires de la guerre civile afghane (1928-1929), ils sont chassés de la capitale en octobre 1929. Habibullah Kalakani meurt exécuté à ce moment-là, le pouvoir étant repris par le roi Mohammad Nadir Shah. Le groupe existe encore sous le commandement de Purdil Khan, et disparaît en 1931, éliminé par les forces du roi Mohammad Nadir Shah.

## Nom
Le nom dérive du surnom de Habibullāh Kalakāni, Bacha-e Saqaw (littéralement le fils du porteur d'eau).
La période pendant laquelle Kalakani a gouverné Kaboul, du 17 janvier au 13 octobre 1929, est connue sous le nom de « période saqqawiste ».

## Histoire

Une carte animée de la guerre civile afghane de 1928-1929. Rouge = Saqqawistes, Bleu = Anti-Saqqawistes. Cette carte ne montre pas l'intervention soviétique simultanée contre les Basmachi dans le nord de l'Afghanistan.

Habibullāh Kalakāni a commencé a s'opposer au gouvernement d'Amanullah Khan en 1924, après avoir déserté l'armée royale afghane, qui à l'époque luttait contre la rébellion de Khost. Kalakani pratique alors le banditisme. Il pille les caravanes et les villages voisins. Il est rejoint par Sayyid Husayn et Malik Muhsin, formant finalement une bande de 24 criminels. Pendant trois ans, ils vivent dans des grottes de montagne, s'aventurant dehors pendant la journée pour voler et se cachant la nuit, craignant les représailles du gouvernement. Quelque temps plus tard, Kalakani s'est enfui à Peshawar où il devient vendeur de thé, continuant de voler épisodiquement.
En novembre 1928, alors qu'une révolte Shinwari se produisait à Jalalabad, les Saqqawistes assiégent Jabal al-Siraj, déclenchant la guerre civile afghane. Le 17 janvier, ils prennent Kaboul, entamant ce que l'on appelle la « période saqqawiste ».
En octobre 1929, une série de batailles intenses réussit à forcer Kalakani à se retirer à l'intérieur de Kaboul, puis dans le palais présidentiel, l'Arg. Le 13 octobre 1929, l'Arg est prise par les forces fidèles à Mohammed Nādir Khān, mettant fin à la période saqqawiste. Sous le règne de Nadir, les Saqqawistes tentent un autre soulèvement, la rébellion du Kuhistan, qui est écrasée en une semaine. Le dernier bastion saqqawiste, Herat, tombe aux mains du gouvernement afghan en 1931.

## Membres et soutien
Les saqqawistes ont bénéficié d'un large soutien parmi la population tadjike afghane . L'attaque saqqawiste contre Kaboul en janvier 1929 a été soutenue par les élites religieuses, qui y voient un moyen d'inverser les réformes d'Amanullah. Cependant, Habibullāh Kalakāni « n'avait pas les épaules pour servir à la tête de l'État » et a perdu le soutien des conservateurs une fois au pouvoir. Le 14 avril 1929, Fayz Muhammad estimait le nombre de saqqawistes à 20 000.

## Idéologie
Kalakani dit être un « défenseur de l'islam », traitant ses opposants de kuffar. Les saqqawistes reçoivent le soutien de nombreux conservateurs musulmans.

## Relations internationales
Malgré la prise de contrôle de Kaboul, le gouvernement saqqawiste d'Afghanistan n'a pu obtenir aucune reconnaissance diplomatique. Néanmoins, les Saqqawistes se sont alliés au mouvement Basmachi, en lutte contre la domination soviétique en Asie centrale, ce qui leur permet d'opérer dans le nord de l'Afghanistan. Les Saqqawistes révoquent le « Pacte de neutralité et de non-agression » que l'Afghanistan avait signé avec l'Union soviétique après la fin du conflit d'Urtatagai, qui obligeait l'Afghanistan à agir pour empêcher les raids frontaliers des partisans de la révolte basmachi.

## Violences et crimes
Pendant la guerre civile afghane, des viols et des pillages sont commis par les troupes saqqawistes. C'est par exemple le cas le 28 juin 1929, lorsque les saqqawistes ont attaqué la colonie hazara de Qalah-i Karim, pillé tout ce qui était mobilier et volé le bétail. Un autre incident, qui a eu lieu le 23 juillet 1929, a été décrit par l'historien afghan contemporain des faits, Fayz Muhammad Kateb (qui meurt en 1931, vraisemblablement assassiné par des saqqawistes), comme suit :

« Aujourd'hui, le sayyid chiite Abu'l-Qasim, qui possédait une maison et un terrain à Takanah, préparait des miches de pain faites avec de la farine, du babeurre frais, d'huile et un mouton rôti, qu'il avait abattu à midi. Il partit avec la nourriture pour l'offrir à Habib Allah [dirigeant des saqqawistes] et ses bandits qui avaient faim et soif. Lorsque le sayyid s'est approché du chef des voleurs, on lui a demandé qui il était et d'où il venait. Un tadjik sunnite de Jalriz, aveuglé par une haine féroce et fanatique de tous les chiites, affirma qu'Abu'l-Qasim était un sayyid chiite et un partisan du roi qui, la nuit précédente, avait hébergé dans son fort un Hazarah, le fils de Shah Nur. Quand il a entendu cela, Habib Allah était furieux. Sans réfléchir, il a tiré sept coups de pistolet sur le sayyid, alors qu'il aurait dû le remercier pour le pain, la viande, l'huile et le babeurre dont il avait désespérément besoin. Habib Allah a alors ordonné que la maison d'Abu'l-Qasim soit incendiée et que ses biens soient confisqués. Il a pris ses deux épouses et sa fille et les a fiancées aux Kuhdamanis [Autre nom des Saqqawistes]. Hamid Allah, le frère cadet du tyran, est venu en courant du champ de bataille pour participer à l'incendie de la maison, au saccage des biens du sayyid et à la saisie de ses femmes et de ses enfants. Arrachant un fils de huit mois à sa mère, il saisit le bébé par les pieds et le jette à terre de toutes ses forces, tuant le nourrisson. Les Tadjiks de Jalriz et de Takanah ont tout emporté de la maison du sayyid. Comme il était assez aisé, chaque Tadjik s'en est tiré avec une somme substantielle. »

— Fayz Muhammad